# Bataille de Ridgefield
Guerre d'indépendance des États-Unis
Batailles
Théâtre de la côte nord (1775–1781) :
- Fairhaven
- Machias (1re)
- Gloucester
- Falmouth
- Block Island
- Turtle Gut Inlet (en)
- Fort Cumberland (en)
- Ridgefield
- Sag Harbor (en)
- St. John River (en)
- Machias (2e)
- Setauket (en)
- Mount Hope Bay
- Newport
- Raid de Grey (en)
- Chestnut Neck (en)
- Little Egg Harbor (en)
- Raid de Tryon (en)
- Norwalk (en)
- Expédition de Penobscot
- Fort St. George (en)
- Cape Breton
- Cap Ann (en)
- Groton Heights
- Fort Slongo (en)
- Halifax (en)
- Lunenburg (en)

La bataille de Ridgefield est une bataille et une série d'accrochages entre les forces américaines et britanniques lors de la guerre d'indépendance des États-Unis. La bataille principale a eu lieu le 27 avril 1777 dans le village de Ridgefield dans le Connecticut et plusieurs accrochages ont eu lieu le lendemain entre Ridgefield et le littoral près de l'actuel Westport.
Le 25 avril 1777, une force britannique sous le commandement du gouverneur colonial de la Province de New York, le major-général William Tryon débarque entre Fairfield et Norwalk puis se dirige vers Danbury. Là, ils détruisent les provisions de l'Armée continentale après avoir chassé une petite garnison. Lorsque la nouvelle des mouvements de troupes britanniques se répand, les chefs de la milice du Connecticut passent à l'action. Le major-général David Wooster, le brigadier-général Gold S. Silliman et le brigadier-général Benedict Arnold lèvent une force combinée d'environ 700 réguliers de l'Armée continentale et des forces de milices locales pour s'opposer aux Britanniques, mais ne parviennent pas à atteindre Danbury à temps pour empêcher la destruction des provisions. Au lieu de cela, ils se mettent à harceler les Britanniques lors de leur retour vers la côte.
La compagnie menée par le général Wooster attaque à deux reprises l'arrière-garde de Tryon durant leur marche vers le sud le 27 avril. Au cours de la seconde confrontation, Wooster est mortellement blessé ; il meurt cinq jours plus tard. La principale confrontation prend ensuite place à Ridgefield, où plusieurs centaines de miliciens sous le commandement d'Arnold affrontent les Britanniques et sont repoussés, mais pas avant d'avoir infligé des pertes aux Britanniques. Des forces de milice supplémentaires arrivent et le lendemain, ils continuent de harceler les Britanniques qui retournent à Compo Beach, où la flotte les attend. Arnold regroupe la milice et quelques pièces d'artillerie pour prendre position face aux Britanniques près de leur lieu de débarquement, mais sa position est flanquée et sa force se retrouve dispersée par des tirs d'artillerie et une charge à la baïonnette.
L'expédition est une réussite sur le plan tactique pour les Britanniques, mais leurs actions en poursuivant les attaques galvanise le soutien aux Patriots dans le Connecticut. Bien que les Britanniques conduisent de nouveaux raids sur les populations de la côte du Connecticut, ils ne mènent plus d'attaques allant aussi loin à l'intérieur des terres.